# Poisat
Poisat ist eine französische Gemeinde mit 2.120 Einwohnern (Stand: 1. Januar 2022) im Département Isère in der Region Auvergne-Rhône-Alpes. Sie gehört zum Arrondissement Grenoble und zum Kanton Saint-Martin-d’Hères. Die Einwohner heißen Poisatiers.

## Geographie
Die Gemeinde Poisat ist eine banlieue, vier Kilometer südöstlich des Stadtzentrums von Grenoble. Umgeben wird Poisat von den Nachbargemeinden Saint-Martin-d’Hères im Norden, Venon im Nordosten (Berührungspunkt
), Herbeys im Südosten, Brié-et-Angonnes im Süden sowie Eybens im Westen. Poisat ist über die Nachbargemeinden Saint-Martin-d’Hères und Eybens baulich mit der Großstadt Grenoble zusammengewachsen.

## Bevölkerungsentwicklung
| Jahr                       | 1962 | 1968 | 1975 | 1982 | 1990 | 1999 | 2006 | 2012 | 2021 |
| -------------------------- | ---- | ---- | ---- | ---- | ---- | ---- | ---- | ---- | ---- |
| Einwohner                  | 744  | 1074 | 1663 | 2056 | 2139 | 2081 | 2088 | 2105 | 2123 |
| Quellen: Cassini und INSEE |      |      |      |      |      |      |      |      |      |

## Sehenswürdigkeiten

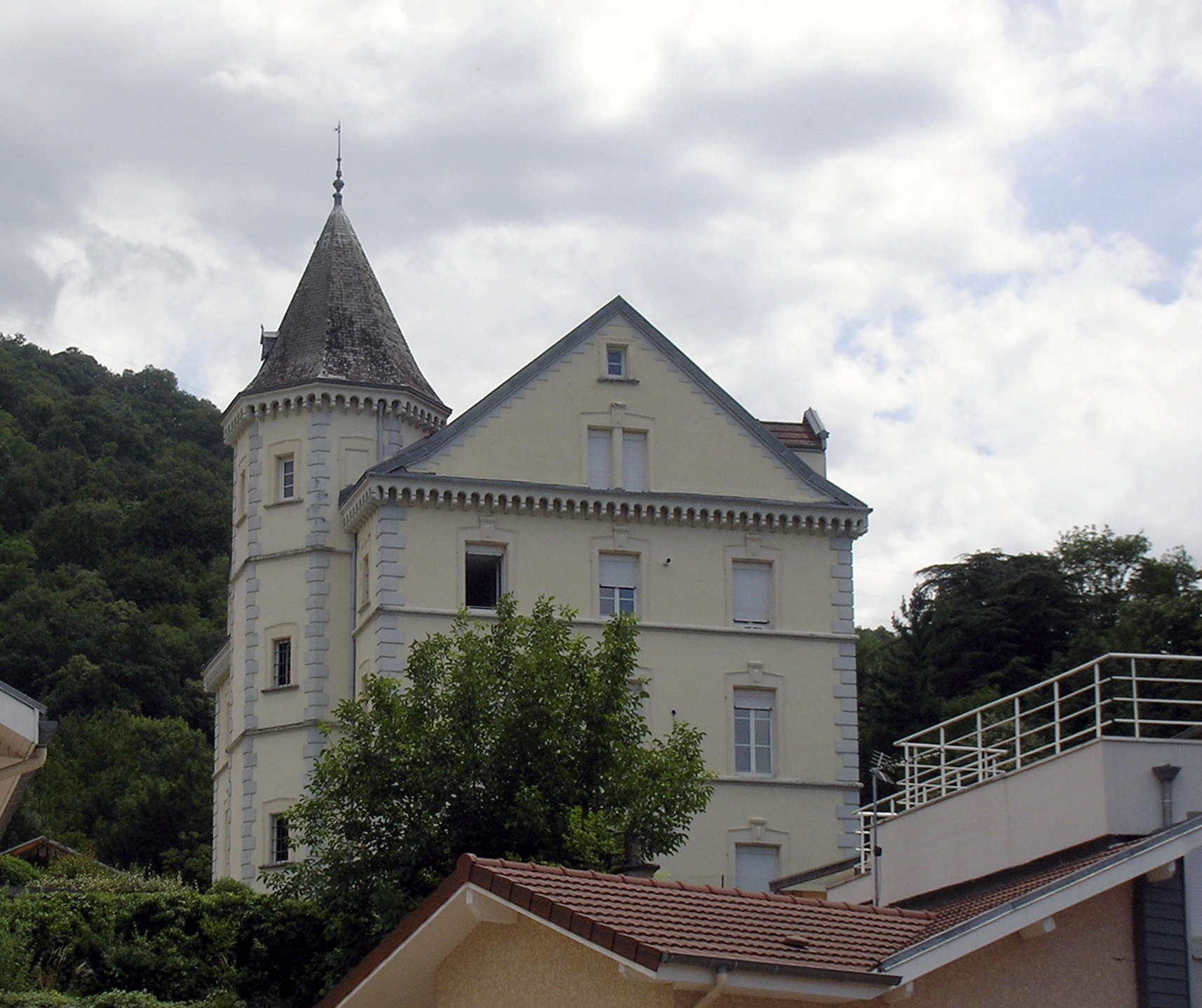
Centre œcuménique (Ökumenisches Zentrum)
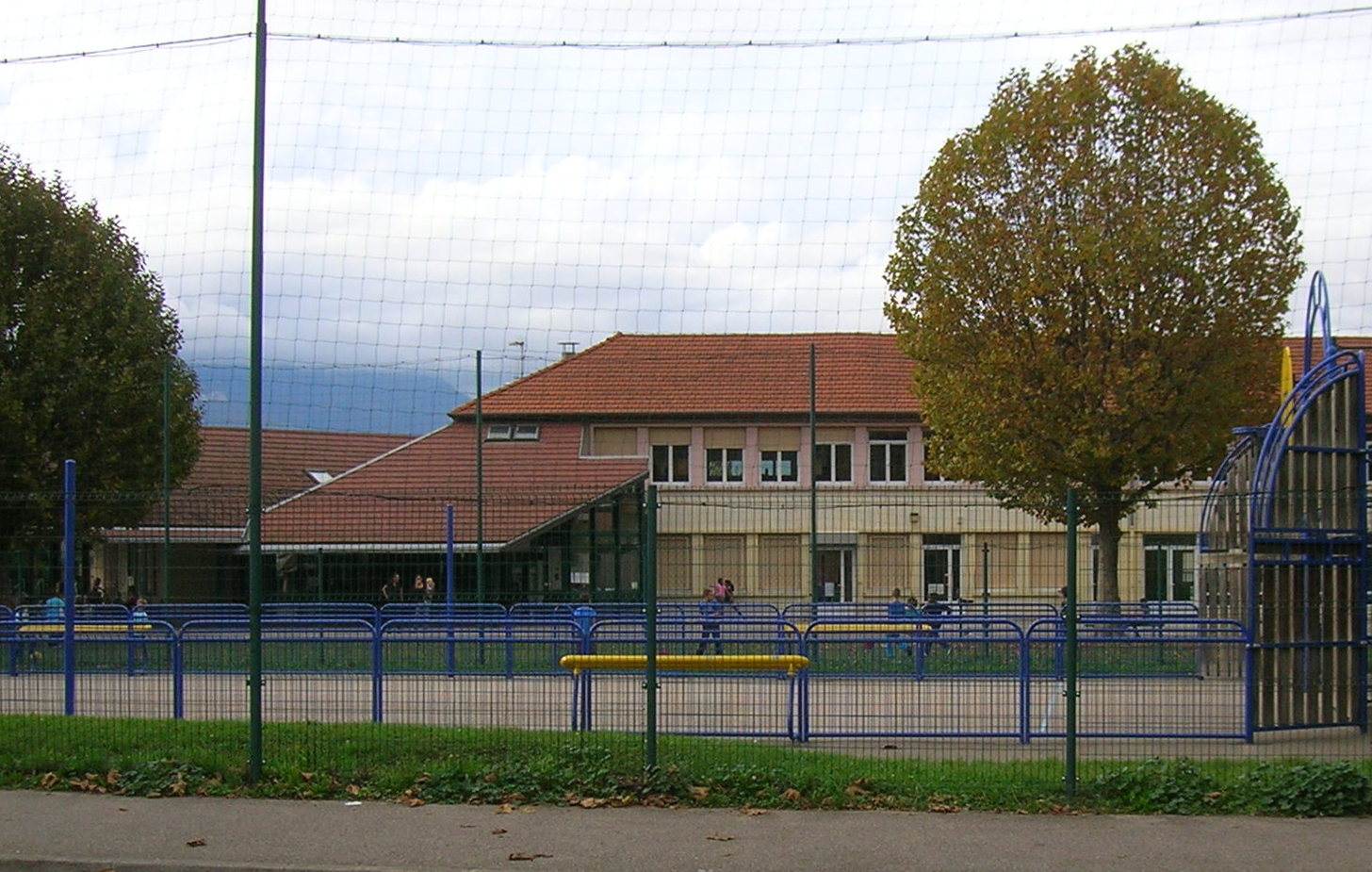
Schloss Perrière

- Schloss Perrière
- Schule